# Fredrik Eriksson
Fredrik „Freddy“ Eriksson (* 18. Juli 1983 in Örebro) ist ein schwedischer Eishockeyspieler auf der Position des Verteidigers, der zuletzt bis 2021 bei den Straubing Tigers in der Deutschen Eishockey Liga unter Vertrag stand. Seine Cousins Daniel Berglund, Christian Berglund und Carl Berglund sind ebenfalls professionelle Eishockeyspieler.

## Karriere
Fredrik Eriksson begann seine Karriere als Eishockeyspieler in der Nachwuchsabteilung des Färjestad BK, für dessen Profimannschaft er in der Saison 2000/01 sein Debüt in der Elitserien gab. In seinem Rookiejahr kam der Verteidiger in insgesamt 13 Spielen zum Einsatz und wurde mit seiner Mannschaft Vizemeister. Anschließend verbrachte er zwei Spielzeiten beim Bofors IK aus der zweitklassigen HockeyAllsvenskan, ehe er von 2003 bis 2006 erneut als Stammspieler für Färjestad BK in der Elitserien auf dem Eis stand, wobei er in der Saison 2005/06 erstmals in seiner Laufbahn Schwedischer Meister wurde. Parallel spielte er weiterhin für den Bofors IK in der HockeyAllsvenskan.
Zur Saison 2006/07 unterschrieb Eriksson bei Färjestads Ligarivalen Malmö Redhawks, mit dem er am Saisonende in die HockeyAllsvenskan abstieg. Nach drei Jahren in der zweiten schwedischen Spielklasse wurde er zur Saison 2010/11 von den Nürnberg Ice Tigers aus der Deutschen Eishockey Liga verpflichtet. Zur folgenden Spielzeit kehrte der Verteidiger nach Schweden zurück und unterzeichnete einen Kontrakt beim Frölunda HC. 2013 erhielt er einen Zweijahresvertrag bei den Nürnberg Ice Tigers. Im Anschluss an die Saison 2013/14 wurde er aufgrund seiner Leistungen als Verteidiger des Jahres in der DEL ausgezeichnet.
Im März 2015 wurde bekannt, dass Eriksson ab der Saison 2015/16 bei den Kölner Haien spielt. Nach drei Saisons in der Domstadt gaben die Straubing Tigers am 9. Juli 2018 die Verpflichtung des schwedischen Verteidigers bekannt. Im Jahr 2019 und 2020 gab das niederbayerische Team die Verlängerung des Vertrags mit Eriksson um je eine weitere Saison bekannt. Nach dem Abschluss der Saison 2020/21 trennten sich die Wege des Schweden und der Tigers nach insgesamt drei Jahren.

### International
Für Schweden nahm Eriksson an der U18-Junioren-Weltmeisterschaft 2001 sowie der U20-Junioren-Weltmeisterschaft 2003 teil.

## Karrierestatistik
(Legende zur Spielerstatistik: Sp oder GP = absolvierte Spiele; T oder G = erzielte Tore; V oder A = erzielte Assists; Pkt oder Pts = erzielte Scorerpunkte; SM oder PIM = erhaltene Strafminuten; +/− = Plus/Minus-Bilanz; PP = erzielte Überzahltore; SH = erzielte Unterzahltore; GW = erzielte Siegtore; 1 Play-downs/Relegation; Kursiv: Statistik nicht vollständig)

## Erfolge und Auszeichnungen
- 2001 Schwedischer Vizemeister mit dem Färjestad BK
- 2004 Schwedischer Vizemeister mit dem Färjestad BK
- 2005 Schwedischer Vizemeister mit dem Färjestad BK
- 2006 Schwedischer Meister mit dem Färjestad BK
- 2010 Verteidiger mit den meisten Vorlagen der HockeyAllsvenskan
- 2014 Verteidiger des Jahres in der Deutschen Eishockey Liga